# Pterolophia nigroscutella
Pterolophia nigroscutella är en skalbaggsart som beskrevs av Teocchi 1986. Pterolophia nigroscutella ingår i släktet Pterolophia och familjen långhorningar. Inga underarter finns listade i Catalogue of Life.